# ADC航空86便墜落事故
ADC航空86便墜落事故は、1996年11月7日にポートハーコート国際空港発ラゴス空港行きのADC航空86便（ボーイング727-231）が空中衝突を避ける際に、過大な操縦を行ったためにコントロールを失って墜落した事故である。機体は高速で地面に激突し、乗員乗客144人全員が死亡した。

## 事故機
事故機のボーイング727-231（5N-BBG）は、1969年に製造され、同年4月29日に初飛行を行い、5月にN64321としてトランス・ワールド航空に納入された。その後、1995年7月5日にADC航空へ売却され、5N-BBGとして登録された。また、搭載されていたエンジンはプラット・アンド・ホイットニーJT8D-9Aであった。

## 事故の経緯
86便はラゴスへ向けてFL240（24,000フィート (7,300 m)）を飛行していた。同時刻にTriax航空が運航するTriax185便がラゴスを離陸し、FL160（16,000フィート (4,900 m)）を飛行中で、さらにFL210（21,000フィート (6,400 m)）を他機が飛行していた。86便のパイロットは、FL210（21,000フィート (6,400 m)）を飛行中の航空機と衝突する危険があったため、降下の許可を求めた。この時、ラゴスの管制官は86便の飛行高度をFL100（10,000フィート (3,000 m)）と誤認しており、すでにTriax機より下にいると考えていた。FL240からの降下中にFL160付近で86便の空中衝突防止装置（TCAS）が警報を発した。86便のパイロットは右旋回を行い、衝突回避を試みた。しかし、この時の旋回が急すぎたため、機体は急降下し始めた。機体の速度はおよそ16秒ほどで280ノット (520 km/h; 320 mph)からマッハ1近くまで増加した。パイロットは機体の姿勢を回復できず、現地時間17時05分にエジリン付近の池に墜落した。

## 事故原因
事故の主な原因として、86便をTriax185便の進路上への降下許可を出したという管制官のミスが挙げられた。